# Salem megye
Salem megye az Amerikai Egyesült Államokban, azon belül New Jersey államban található. Megyeszékhelye Salem. Lakosainak száma 64 837 fő (2020. április 1.). Salem megye New Castle, Gloucester és Cumberland megyékkel határos.

## Népesség
A megye népességének változása:
| Lakosok száma | 65 988 | 66 060 | 65 727 | 65 166 | 64 180 | 64 837 |
|               | 2010   | 2011   | 2012   | 2013   | 2015   | 2020   |